# س. شيرمان كينغ
س. شيرمان كينغ (بالإنجليزية: C. Sherman King)‏ هو مدير فني أمريكي، ولد في 14 سبتمبر 1865 في واباش في الولايات المتحدة، وتوفي في 18 يوليو 1908.